# Eldekalcitol
Az eldekalcitol széles körben alkalmazott gyógyszer csontritkulás (oszteoporózis) kezelésére Japánban. A D-vitamin analógjának tekinthető. A csontritkulás az idősebb populáció gyakori betegségének számít, amely több mint 200 millió embert érint. A betegség velejárója a csökkenő csontsűrűség, amelynek eredménye gyakran csonttörés, ami mozgáskorlátozottsághoz vezethet. Ez a betegség elsősorban a fejlett országokra jellemző, ahol az átlagos élettartam magas.

## Felfedezése
Az eldekalcitol originátora a japán Chungai Pharmaceutical/Roche, amely a Taisho Pharmaceutical Holdings and Chungai Pharmaceutical része. A gyógyszer kereskedelmi neve Edirol, a Chemical Abstract Service (CAS) regisztrációs száma pedig 104121-92-8. Japánban 2011 januárjában engedélyezték a készítményt. A japán Egészségügyi, Munkaügyi és Népjóléti Minisztérium adta ki az engedélyt az Edirol alkalmazására csontritkulás terápiájában.

## Hatása
Az eldekalcitol a D-vitamin analógjának tekinthető, klinikai vizsgálatok alapján jelentősen csökkenti a kalcium reabszorpcióját a csontokból, ezáltal növekszik a csontok ásványianyag-tartalma és fokozódik a kalcium abszorpciója a bélrendszerből. Állatkísérletek alapján az eldekalcitol gátolja a csontfaló sejteket, csökkentve a csontok leépülését, azonban a csontképző sejtek továbbra is aktívan működhetnek. Szemben más D-vitamin analógokkal, az eldekalcitol előnye, hogy nem csökkenti szignifikánsan a parathormon szintjét. A csont ásványianyag-tartalma növekszik az eldekalcitol hatására, egyúttal a csont szilárdsága is növekszik. Az eldekalcitol reabszorpciócsökkentő hatását a csont reabszorpciós markerek vizsgálatával igazolták. Az eldekalcitol jobban elősegíti a corticalis csontok képződését, mint más D-vitamin analógok, például az alfakalcidol. Előnytelen hatása, hogy megnövekedik a kalciumszint a vérben és a vizeletben is. Az abnormálisan magas kalciumszint hiperkalcémiához vezethet. Egy japán tanulmány szerint 1492 alanyból 33 férfi páciensnél jelentkezett ez a mellékhatás.

## Csontritkulás kezelése
Az eldekalcitol használható hipokalcémia és csontritkulás terápiájában. A kalcium felszívódása megnövekedik az eldekalcitol hatására a bélrendszerből, ami előnyös az alacsony kalciumszint esetén. Ennek a hatásnak köszönhetően az eldekalcitol kiválóan alkalmazható a csontritkulás terápiájában. Az idősebb populációban a csontritkulás elsősorban a nőket érinti a menopauza után. Megnövekedik a csonttörések esélye, elsősorban a csigolyák, a csípőcsont és a csuklócsontok törése. Az egészséges csontozat megtartása függ a vér kalciumszintjétől. A csontképző sejtek a megfelelő kalciumszint esetén elraktározzák a csontokba a kalciumot, ezzel szemben a csontfaló sejtek felhasználják ezeket a raktárakat, ha alacsony a vér kalciumszintje. A D-vitamin aktív metabolitja, a kalcitriol a kalcitriolreceptorokon hatva befolyásolja a kalciumfelszívódást. Az új D-vitamin analógok, mint az eldekalcitol is, hatásosabbak a csontritkulás és -törések (pl. csigolya és csuklócsont) megelőzésében, mint a kalcitriol.

## Hatásmechanizmus
Az eldekalcitol a szervezetben a D-vitaminreceptorokhoz kötődik és ennek hatására fokozódik a kalcium abszorpciójára. Receptoraffinitása 2,7-szer nagyobb, mint a kalcitriolé. Az eldekalcitol gyorsan felszívódik, felezési ideje több, mint 8 óra.

## Dózis
Az eldekalcitol orális adagolású gyógyszer. Humán vizsgálatokban egészséges férfi önkénteseknek napi egyszer 0,1 és 1,0 mikrogrammos dózisban adagolva csontsűrűség-növekedést mutattak ki. Japánban a vegyület terápiás dózisát 0,5-0,75 mikrogrammnak állapították meg.

## Kémia
Az eldekalcitol egy D3-vitaminszármazék, a kalcitriol analógja, molekulatömege 490,71 gramm/mol. Az előállításának első lépése a koleszterin egyszerű Oppenauer-oxidációja, amely egy énon származékot eredményez. A következő lépésben 5,6-diciano-2,3-diklór-1,4-benzokinonnal (DDQ) történő oxidációjával dienon keletkezik. A nátrium-etoxid hozzáadása elősegíti az énon kettős kötésének vándorlását a B gyűrűbe, olefint eredményezve. Nátrium-borohidriddel a ketocsoport sztereoszelektív redukciója után ecetsav-anhidrid hozzáadásával azonnal védik az így keletkező hidroxilcsoportot. Ezután erélyesebb körülmények között N-brómszukcinimid (NBS) és azobisz(izobutironitril) (AIBN) hozzáadásával megtörténik a B-gyűrű dehidrogénezése. Az A-gyűrű telítetlen kötésének szelektív epoxidálása a következő feladat, egy egyedi „védő stratégia” elvégzése után. Az epoxid kötés kálium-terc-butoxid és 1,3-propándiol hatására felnyílik, így 3-hidroxi-propoxi-éter funkciós csoport keletkezik. Egy Amycolata autotrophica kultúra alkalmazásával történő átalakítás után, fény indukált termolízissel érhető el a termék, az eldekalcitol. Az eldekalcitol szerkezeti adottságainak köszönhető, hogy 2,7-szer nagyobb affinitással kötődik a receptorokhoz, mint a kalcitriol. Számos D-vitamin származéknak ismert a parathormon gátló hatása, ezzel szemben az eldekalcitol csak gyenge hatást fejt ki a parathormonra, így kedvezőbb gyógyszernek minősül a csontritkulás kezelésére.

## Fordítás
Ez a szócikk részben vagy egészben  az   Eldecalcitol című angol Wikipédia-szócikk ezen változatának fordításán alapul.  Az eredeti cikk szerkesztőit annak laptörténete sorolja fel. Ez a jelzés csupán a megfogalmazás eredetét és a szerzői jogokat jelzi, nem szolgál a cikkben szereplő információk forrásmegjelöléseként.